# Synchlora lineimargo
Synchlora lineimargo là một loài bướm đêm trong họ Geometridae.